# Dasychira butleri
Dasychira butleri är en fjärilsart som beskrevs av Swinhoe 1923. Dasychira butleri ingår i släktet Dasychira och familjen tofsspinnare. Inga underarter finns listade i Catalogue of Life.